# Niaogho (département)
Cet article concerne le département et la commune rurale. Pour le village chef-lieu, voir Niaogho.
Niaogho ou Niaogo est un département et une commune rurale de la province du Boulgou, situé dans la région du Centre-Est au Burkina Faso.

## Géographie

### Démographie
Le département comptait 18 975 habitants en 2006.

### Villages
Le département et la commune de Niaogho est administrativement composé de huit villages, dont le village chef-lieu (données de population consolidées issues du recensement général de 2006) :
- Bassindingo (1 300 habitants)
- Gozi (985 habitants)
- Ibogo (1 671 habitants)
- Niaogho (ou Niaogo) (6 769 habitants)
- Niaogho-Peulh (272 habitants)
- Niarba (2 076 habitants)
- Sondogo (391 habitants)
- Tengsoba (5 511 habitants)

## Administration

### Jumelages
Depuis 1974, le département et la commune de Niaogho est associé avec les départements et communes de Boussouma, Garango et Komtoèga dans un jumelage avec la commune française de Laval (département de la Mayenne, région des Pays de la Loire).
Depuis le 2 mars 1998, le département et la commune de Niaogho est également jumelé séparément avec la commune française de Saint-Paul-sur-Save (département de la Haute-Garonne, région Occitanie).

## Santé et éducation
Le département ne possède qu'un seul centre de santé et de promotion sociale (CSPS) à Niaogho tandis que le centre médical avec antenne chirurgicale (CMA) se trouve à Garango.

## Culture et patrimoine